# Blekhuvad hackspett
Blekhuvad hackspett (Gecinulus grantia) är en asiatisk fågel i familjen hackspettar.

## Utseende
Blekhuvad hackspett är en 25–27 cm lång medlem av familjen. Kännetecknande är ljus näbb, guldgrönt huvud, beigefärgad bandning på handpennorna och karmosinbrun ovansida. Hanen har karmosinrött på hjässan.

## Utbredning och systematik
Blekhuvad hackspett delas in i tre underarter med följande utbredning:
- Gecinulus grantia grantia– östra Nepal till Myanmar och södra Kina (västra Yunnan).
- Gecinulus grantia indochinensis – sydvästra Kina (sydvästra Yunnan) till nordvästra Thailand, Laos och Vietnam.
- Gecinulus grantia viridanus – sydöstra Kina (Fujian och norra Guangdong).

Blekhuvad hackspett är nära släkt med bambuspetten och de två hybridiserar sannolikt i en smal zon i Laos.

## Status och hot
Arten har ett stort utbredningsområde och en stor population, men tros minska i antal, dock inte tillräckligt kraftigt för att den ska betraktas som hotad. Internationella naturvårdsunionen IUCN kategoriserar därför arten som livskraftig (LC).